# Dalle funéraire de Jean Ier de Montmorency

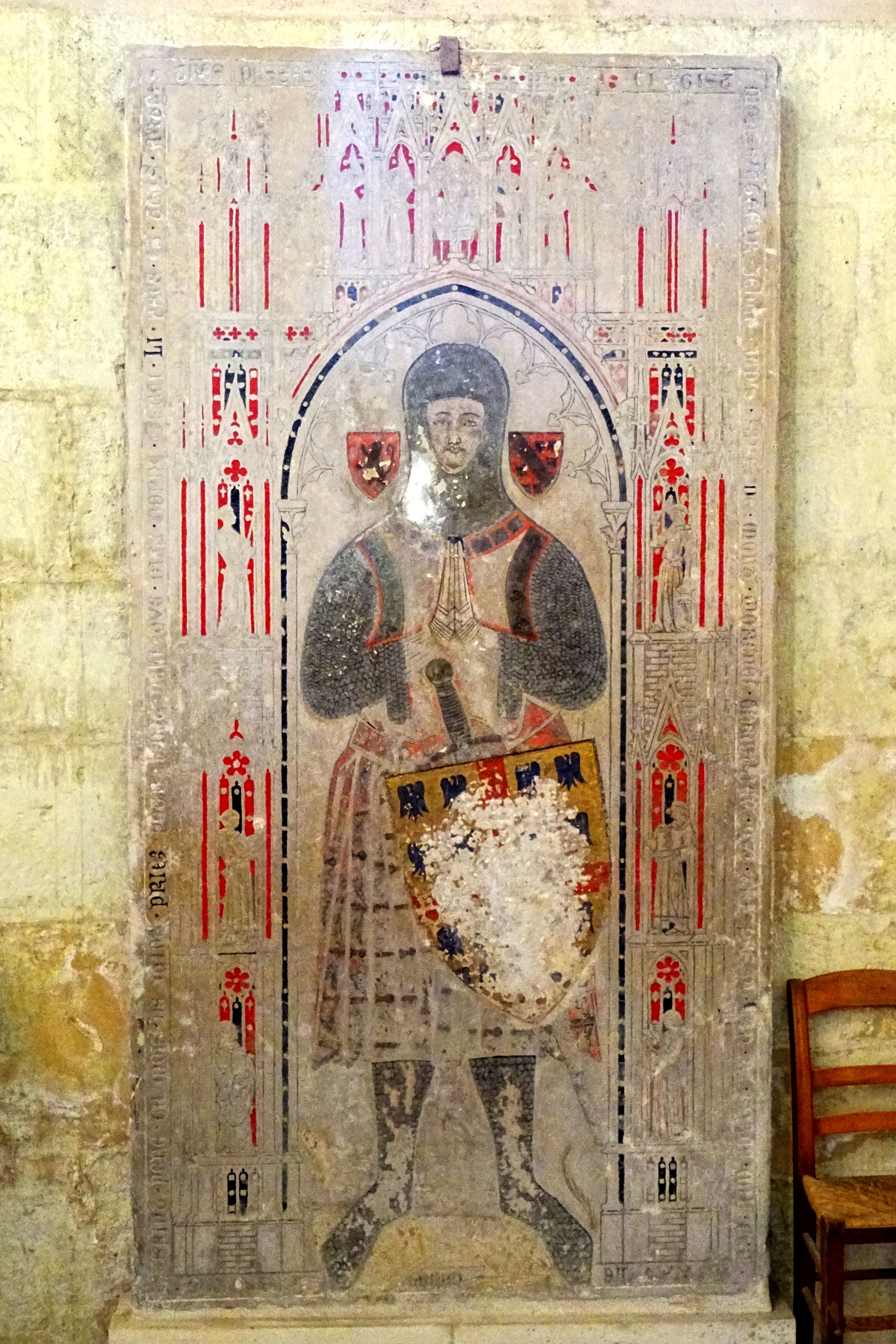
Dalle funéraire de Jean Ier de Montmorency à Conflans-Sainte-Honorine

La dalle funéraire de Jean Ier de Montmorency, mort en 1325, est une pierre tombale du XIVe siècle situé dans l'église Saint-Maclou à Conflans-Sainte-Honorine, une commune du département des Yvelines, en France Elle a été classée monument historique au titre d'objet le 3 mai 1904.

## Description
Cette dalle en pierre (gravé, peint, polychrome, marbre, métal : incrusté) est celle de Jean Ier de Montmorency, comme l'indique l'inscription en son pourtout et provient de l'ancien prieuré détruit de Conflans. 
À la partie supérieure de la dalle, Abraham reçoit l'âme du défunt et les anges l'encensent, tandis que, sur les côtés, des prêtres et des clercs accomplissent les rites funéraires. 
Aujourd’hui les armes des Montmorency sont peints directement sur la pierre, à l'endroit où se trouvait l'écusson de bronze enlevé pendant la Révolution française.